# Conflict: Desert Storm
Conflict: Desert Storm — шутер от 3-го лица, разработанный студией Pivotal games и изданный SCi в 2002 году. Игра была локализована в России компанией Бука.

## Особенности игры
Игра стала первой в знаменитой серии Conflict, посвящённой различным спец.операциям войск США, НАТО и ООН. В течение 15 миссий четырём героям (Бредли, Фоли, Коннорсу и Джонсу) придётся выполнять различные миссии в городских и пустынных условиях.
Отличительная особенность игры - тактика. Даже на лёгком уровне сложности без тактических манёвров победить невозможно. Игра постепенно знакомит нас с новыми героями и их возможностями. Играя за отдельно взятого бойца игрок должен отдавать команды остальным членам группы. В то же время можно в любой момент переключаться между всеми бойцами. У каждого солдата есть свой инвентарь, причём они могут обмениваться предметами по желанию игрока.

## Сюжет
Desert Storm начинает повествование с 2 августа 1990 года, когда Ирак ввел свои войска на территорию Кувейта. Для того, чтобы помешать танкам Ирака продвинуться вглубь Кувейта, 2 спецназовца попытались подорвать мост. Однако охрана засекла их и помешала совершить диверсию. Один спецназовец погибает, а второй (Фоли) попадает в плен. На следующий день Бредли отправляется вызволить своего сослуживца из плена. В ходе боя, Бредли выручает товарища и они подрывают мост. После их подбирает вертолет и увозит в Кувейт.
На следующий день столица маленького государства в осаде. Иракские войска отрезали город от остальной части страны и пытаются уничтожить Эмира. Однако, Бредли, Фоли и штурмовик Коннорс спасают Эмира и эвакуируют его в Саудовскую Аравию.

Наступление на Кувейт сорвано, Ирак несет потери, но появилась новая опасность — ракеты Scud-B. Теперь к команде присоединяется четвёртый храбрец — сапер Джонс. Спецназовцы ищут и уничтожают комплексы, а также ЗРК, танки и БМП, охраняющие ракеты. Отважному подразделению поручаются и опасную миссию в тылу врага - уничтожение секретного аэродрома спецназа Ирака и поиск важных документов.

Возвращаясь с очередной успешной миссии, эвакуационный вертолет UH-60A с группой на борту, был сбит из ПЗРК над пустыней. Один пилот погиб, другой - ранен. Четырём бойцам придется в течение получаса удерживать плато, ведя круговую оборону, в ожидании спасительного Чинука. Отразив атаки стягивающихся в район крушения БМП, танков, вертолетов и пехоты армии Ирака, храбрецы успешно покидают плато.

Следующий этап игры - попытка остановить контрнаступление коалиции на севере Кувейта, предпринятая элитными частями Ирака. 4 героя в городских боях при поддержке с воздуха справляется с противником. Но поступает тревожное известие - новые танковые армады Ирака продвигаются к границе. Единственный способ их остановить - взорвать мосты через песчаные каньоны, однако их охраняют серьёзные силы противника. Но для отважной команды нет преград. Используя TOW, установленный на HMMWV они справляются с заданием и БПЛА уничтожает мост. Но для остановки наступления Ирака и развития контрнаступления войск коалиции необходимо уничтожить важный рубеж. На этом холме возле главных дорог выстроена хорошо подготовленная оборона. После этого задания наших четырёх героев встречают танковые войска НАТО. Наша задача - уничтожить противотанковые ежи, танки противника и его ПВО. На следующий день наша задача состоит в том,  что нужно пробраться на базу противника, и спасти военнопленных до того, как город начнут бомбардировать самолёты F-117. В последующих двух миссиях игрока Джонса заменит Франклин, задача которого обезвредить ядерные боеголовки. В последних двух миссиях мы должны найти и уничтожить Иракского генерала.

## Оценки
| Сводный рейтинг | Сводный рейтинг | Сводный рейтинг | Сводный рейтинг | Сводный рейтинг |
| Издание         | Оценка          | Оценка          | Оценка          | Оценка          |
| Издание         | GC              | PC              | PS2             | Xbox            |
| --------------- | --------------- | --------------- | --------------- | --------------- |
| GameRankings    | 68,75 %         | 66,33 %         | 69,52 %         | 76,41 %         |